# Szindzsári offenzíva
Ez a szócikk az arab neveket a Magyar Helyesírás Szabályai 221. pontja által a tudományos ismeretterjesztés számára megengedett nemzetközi átírást használja. Amennyiben létezik közismert magyar név, akkor a szócikkben az szerepel.
A szindzsári offenzíva a kurd Pesmergák, PKK és Kurd Népvédelmi Egységek összehangolt hadművelete volt 2014. decemberben, hogy visszafoglalják az ISIL-től az augusztusban elvesztett területeket.
A hatnapos offenzívában a Pesmergák Szindzsár egy részét és annak a hegységnek egy részét foglalták vissza, amit az ISIL 2014. augusztusban szerzett meg. A hadműveletet Tal Afarra is kiterjesztették.

## Előzmények
2014. augusztusban az ISIL egy offenzívát indított Észak-Irakban, behatolt Nineve kormányzóság kurdok lakta területire, elfoglalták Szindzsárt és több más települést. 50.000 jezidita elmenekült, akik a várostól északra emelkedő hegységben találtak menedéket.
Augusztus végére többségük elhagyta a hegyeket, de még ekkorra is több ezren maradtak fenn. Szindzsár és a Szindzsári-hegység déli vége még mindig az ISIL ellenőrzése alatt állt.
2014. októberben az ISIL megtámadta a hegységtől északra fekvő területeket, így elvágta a kurdok uralta földek felé való kijutási lehetőséget. Ekkor a jezidita seregek visszavonultak a Szindzsár-hegységbe, ahol ekkor a jezidita menekültek száma 2-7 ezer között lehetett. Egy amerikai forrás a kialakult helyzetet a hegység ISIL általi ostromának nevezte.

## Az offenzíva

### Pesmerga offenzíva

#### Szindzsár környéki offenzíva
2014. december 17-én Iraki Kurdisztán miniszterelnökének, Masoud Barzani vezetésével a Pesmergák az előző éjszaka megkezdett amerikai légi támogatással megerősítve támadást indítottak. A 2014. októberben visszafoglalt Zúmár irányából mintegy 8000 pesmerga érkezett a helyszínre. A nap végéig az amerikaiak vezette koalíció 45 légi támadást hajtott végre. The Peshmerga were supported with training and equipment by a British Army training team.

#### A Szindzsár-hegység részleges ostromának áttörése
December 8-án a Pesmergák még tovább jutottak, elfoglaltak 700 km² területet, és átjárót nyitottak Zúmár és a Szindzsár-hegység között. Így áttörték a hegység észleges ostromzárát. A kurd vezetőség nyilatkozatai szerint sok ISIS-harcos elmenekült, közülük többen nyugatra Szíria, illetve keletre, Moszul felé. December 18. estéig összesen 53 légi támadást kiviteleztek. A Pentagon szerint a Szindzsár környéki lövések célpontjai az ISIL raktárai, buldózerei, őrtornyai, járművei voltak, s ezen felül három hidat is leromboltak. Kurd tisztviselők december 19-én azt mondták, addig több mint 100 ISIL-harcost öltek meg a mostani szindzsári offenzívában.

#### Rábiai offenzíva és Tell Afar bekerítése
Egy nappal a Szindzsár-hegy visszafoglalása után, december 19-én a Pesmergák a hegységtől délre fekvő határvárosból, Rábiából indítottak támadást. Ezzel a fő céljuk a Szindzsár-hegytől északra lévő területek további megtisztítása volt. Ugyanakkor észak felé is megindultak innét, s eközben elfoglalták a Rábia felé vezető út mentén fekvő Snunyt.
Mikor az ISIL seregei a folyamatos légi támadás miatt kivonultak Tell Afarból és Moszulból, a Pesmergák rögtön megindultak Tell Afar irányába, ami egy nagy török lakosságú város Irakban, Szindzsár és Moszul között, amit az ISIL ~júniusi offenzívájában elfoglalt. December 19-én a Pesmergák körbezárták Tell Afart, és a hélybéliek jelentései szerint elkezdték az ISIL-t tüzérséi erővel lőni.

#### Behatolás Szindzsárba, Tell Afar körül patthelyzet
December 20-án éjszaka a kurd erők behatoltak Szindzsárba. Mivel a kurd erők Szindzsárban az ISIL fegyveres ellenállásába ütköztek, ezért december 22-ig felfüggesztették a Tell Afar környéki támadásaikat.
December 21-én a helyi erőkkel megerősített 1500 főnyi iraki kurd Pesmergák kiűzték az ISIL-t Szindzsár központjából. December 22-én reggelre Szindzsár város túlnyomó része a kurdok kezén volt már.
Pá nappal később a Pesmergák elfoglalta a teljes várost. Egy magas rangú parancsnok azt nyilatkozta egy interjúban, hogy a várost a tervezettnél előbb sikerült visszafoglalni, mivel ez nem szerepelt a tervezett offenzívában. Szerinte a Pesmergák közül többen parancs nélkül léptek be a városba, mikor meglátták, hogy az ISIL seregei éppen elhagyják a várost.

### A Kurd Népvédelmi Egységek offenzívája
Rojava Kurd Népvédelmi Egységek néven ismert hadserege december 19-én bejelentette, hogy az iraki határ mentén dél felé haladva az a céljuk, hogy egy átjárót nyissanak a Szindzsár-hegy és a szír határ között. Az YPG először 2014. augusztusban nyitotta meg ezt az átjárót, mikor több tízezer jezidita volt a hegyekben. Három nappal később arról számoltak be, hogy a határ szír oldalán három, az iraki oldalon négy falut elfoglaltak, és sikeresen újranyitották az átjárót.

### Következmények
A kurdok a Szindzsár-hegységben nagy terület felett tettek szert ellenőrzésre. November 3-án a városnak még mintegy 60%-a volt az ISIL kezén, akik több száz harcost és számos járművet csoportosítottak át a városba.

## Tömegsírok

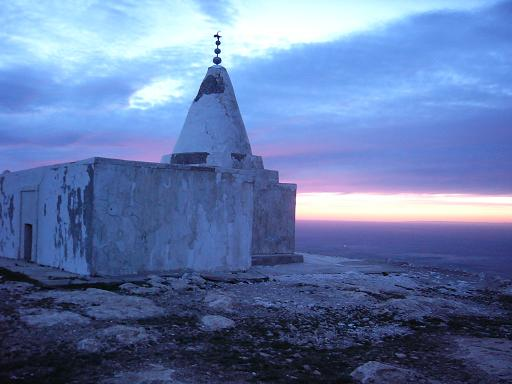
Ey jezidita síremlék. Az ISIL 18 ehhez hasonlót rombolt le 2014. végéig.

Az offenzíva harmadik napján olyan hírek érkeztek, melyek szerint találtak egy jezidita tömegsírt, ahol 70 ember holtteste feküdt. A kurdok az offenzíva végén összesen kilenc ilyen tömegsírról számoltak be. 18 jezidita síremléket az ISIL 2014. július óta lerombolt.

## A dezertőrök kivégzése
Helybéliek szerint az ISIL saját emberei közül 45-öt kivégzett, mert nem tudtak helyt állni a kurdok elleni harcokban. A Szír Emberi Jogi Megfigyelő Csoport (SOHR) szerint az ISIL decemberig 200 tagját végezte ki, mert elmenekültek a harctérről.

## Külső hivatkozások
- Military map of the Sinjar offensive by Agathocle de Syracuse
- Military map showing the situation in Sinjar city on 26 December by Agathocle de Syracuse
- Operation Inherent Resolve airstrike updates